# 아키즈키의 난
아키즈키의 난(秋月の乱)은 1876년 10월 27일 후쿠오카현 아키즈키(현재의 아사쿠라시 아키즈키)에서 발발한 메이지 정부에 대한 사족 반란 중 하나이다.

## 개요
1876년 10월 24일에 구마모토현에서 일어난 신푸렌의 난에 호응하여 이전 아키즈키번의 사족 미야자키 샤노스케, 이소 아츠시, 도하라 야스우라, 이소 헤하치, 도나미 한구로, 미야자키 테츠노스케, 토키 키요시, 마스다 시즈가타, 이마무라 햐쿠하치로 등 약 400명이 일으킨 반란이다.
신푸렌의 난 3일 후인 10월 27일, 이마무라를 대장으로 하는 ‘아키즈키 당’이 거병하자 우선 명원사에서 설득에 나섰던 후쿠오카 현 경찰 호나미 한타로를 살해(일본 최초의 경찰관의 순직)했다. 옛 아키즈키번의 사족은 미리 옛 도요쓰번 사족, 스기우 쥬로 등과 동시에 궐기하기로 약속했기 때문에, 이후 도요쓰번으로 가서 10월 29일에 도착한다. 그러나 이 때 전 도요쓰 사족은 궐기하지 않을 방침을 굳히고, 스기우 등이 감금되어 담판을 벌이던 중 도요쓰 측의 연락을 받고 도착한 노기 마레스케가 이끄는 오구라 진대가 아키즈키 당을 공격했다. 아키즈키 측은 사망자 17명을 남기고 (정부군 사망자 2명) 에가와 마을 구리카와치(현 아사쿠라 시 구리카와치)로 퇴각했고, 10월 31일에 아키즈키 당은 해산했다. 이소, 미야자키, 토키 등 일곱 번사는 할복했다. 항전파 이마무라는 다른 26명과 함께 아키즈키로 돌아와 아키즈키 소학교에 설치되어 있던 아키즈키 당 토벌 본부를 습격하여 현 고위 관계자 2명을 살해하고, 반란에 가담한 사족을 억류하고 있던 주점 창고를 불태운 후, 갈라져서 도망을 하였으나, 11월 24일에 체포되었다. 또한 마스다는 거병 이전 10월 26일에 옛 사가번 사족의 동시 궐기를 모색하기 위해 사가로 향했지만, 돌아오는 길에 체포되었다.
12월 3일 후쿠오카 임시 법원에서 관계자의 판결이 선고되어 주모자로 지목된 이마무라와 마스다는 당일 참수되었고, 약 150명에게 징역, 평민 강등 등의 징계가 내려졌다.
현재 아키즈키의 아키즈키 향토 자료관에 간부 친필 절명시 등이 전시되어 있다.

## 같이 보기
- 사족 반란